# Тайтус Брамбл
Тайтус Брамбл (англ. Titus Bramble, нар. 21 липня 1981, Іпсвіч) — англійський футболіст, що грав на позиції захисника. Виступав, зокрема, за клуб «Ньюкасл Юнайтед», а також молодіжну збірну Англії.

## Клубна кар'єра

### «Іпсвіч Таун»
Народився 21 липня 1981 року в місті Іпсвіч. Вихованець футбольної школи клубу «Іпсвіч Таун» з рідного міста. Дорослу футбольну кар'єру розпочав 1998 року в основній команді того ж клубу, в якій провів чотири сезони, взявши участь у 62 матчах в усіх турнірах, в яких забив 4 голи — у ворота «Сандерленда», «Міллвола» і «Ковентрі Сіті» в Кубку ліги, а також у ворота московського «Торпедо» в рамках Кубка УЄФА. Також англієць на правах оренди недовго грав за клуб «Колчестер Юнайтед».

### «Ньюкасл Юнайтед»
В липні 2002 року Брамбл приєднався до «Ньюкасл Юнайтед» за 6 мільйонів фунтів стерлінгів, пообіцяв головному тренеру «сорок» серу Боббі Робсону, що стане найважливішим гравцем його команди, проте наприкінці сезону 2003/04 читачі футбольного інформаційного бюлетеня «The Fiver» назвали Брамбла найгіршим гравцем англійської Прем'єр-ліги минулого сезону.
8 травня 2006 року Тайтус забив вражаючий гол у ворота «Челсі», який дозволив «строкатим» перемогти 1:0 і кваліфікуватися в Кубок Інтертото. 10 серпня Тайтус забив ще один гол за «Ньюкасл», цього разу в Кубку УЄФА у ворота латвійського клубу «Вентспілс».

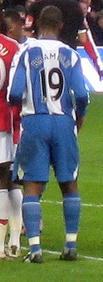
Брамбл під час виступів за «Віган Атлетік». 2008 рік.

У грудні Брамбл був госпіталізований, після того як після його травми гомілка стала удвічі більше нормального розміру. Тайтус повернувся на поле 31 січня 2007 року, в матчі з «Астон Віллою», граючи центрального захисника в парі зі Стівеном Тейлором. Англієць зробив великий внесок у гру команди в матчах з «Фулгемом», «Ліверпулем» і «Міддлсбро», а також заслужив звання найкращого гравця матчу в грі з бельгійським клубом «Зюлте-Варегем».
Після поразки в матчі з нідерландським АЗ (0:2), головний тренер «сорок» Глен Редер вирішив позбутись гравця. За час виступу за «Ньюкасл» вболівальники «сорок» дали захиснику за його гру прізвисько «Titus Bungle» (від англ. bungle — псувати, помилятися). Загалом же за 5 сезонів він провів за клуб 157 ігор в усіх турнірах і забив 7 голів.

### «Віган Атлетік»
4 червня 2007 року Тайтус у статусі вільного агента підписав трирічний контракт з клубом «Віган Атлетік». Перший гол за «Віган» Брамбл забив у ворота «Ліверпуля» 2 січня 2008 року, зрівнявши рахунок і дозволивши своїй команді зіграв внічию на «Енфілді». 15 листопада 2008 гол Тайтуса Брамбла у ворота його колишнього клубу «Ньюкасла» знову допоміг «Латікс» здобути нічию, цього разу 2:2 на «Сент-Джеймс Парк». У сезоні 2008/09 він був визнаний гравцем року як за версією футболістів «Вігана», так і за версією вболівальників команди. Брамбл висловлював подяку головному тренеру «Вігана» Стіву Брюсу за те, що той «вірив у нього, коли ніхто інший не був в силах зробити його таким гравцем, яким він є сьогодні». 14 липня 2009 року він підписав контракт з клубом до 2012 року.

### «Сандерленд»

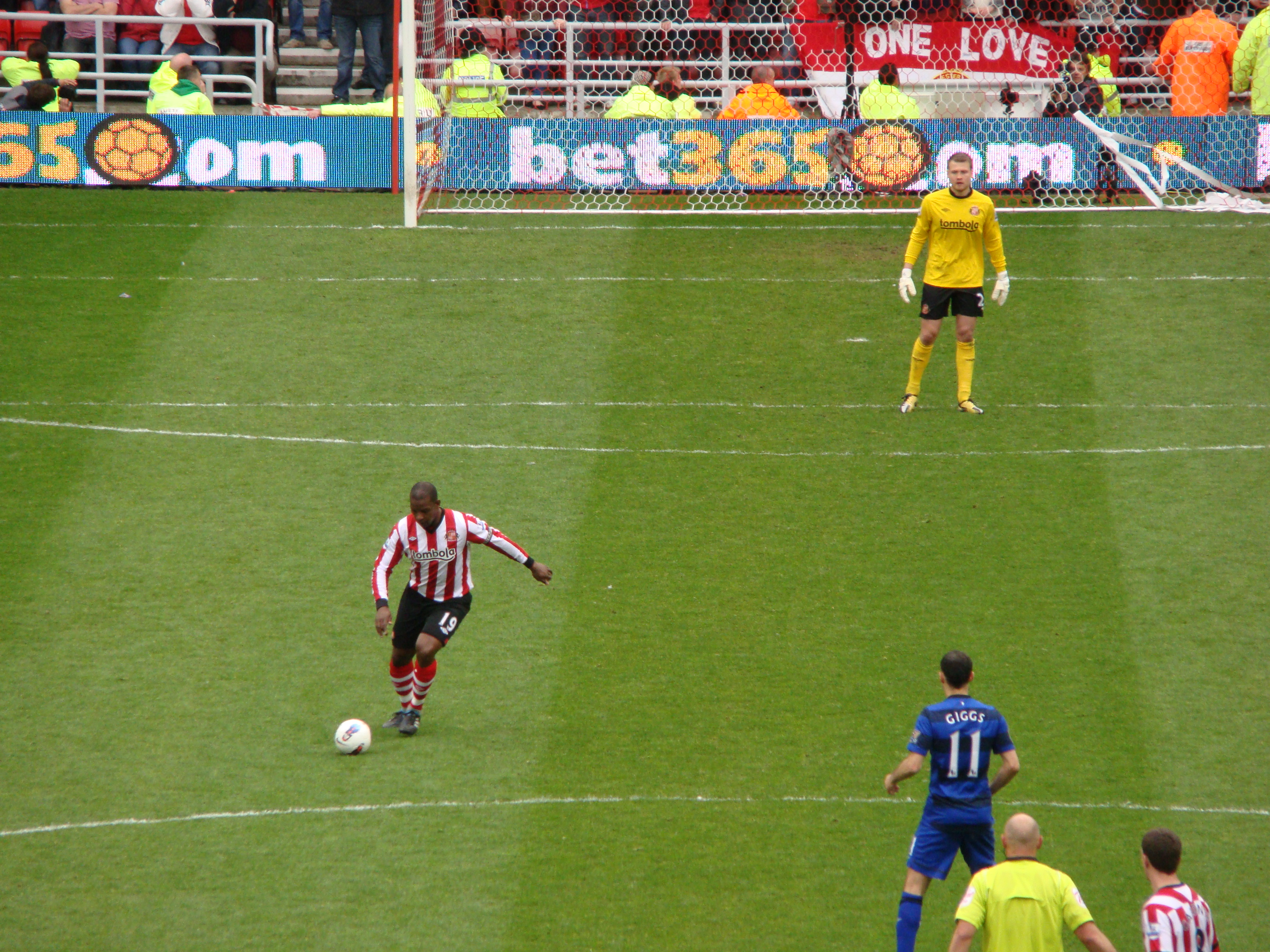
Тайтус Брамбл з м'ячем під час виступів за «Сандерленд» у матчі Прем'єр-ліги проти «Манчестер Юнайтед». 13 травня 2012 року.

23 липня 2010 року підписав трирічний контракт з «Сандерлендом», який заплатив за гравця 1 мільйон фунтів. Брамбл поїхав за своїм тренером Стівом Брюсом і у складі «чорних котів» під його керівництвом теж регулярно виходив на поле, але з уходом Брюса 2011 року втратив місце в основі. В результаті по завершенні контракту у 2014 році Тайтус залишив команду, зігравши за увесь час лише 51 матч в усіх турнірах.

### Подальша кар'єра
Після уходу з «Сандерленда» Брамбл тренувався з «Вест Гем Юнайтед» (зігравши у передсезонному матчі з «Корк Сіті») та «Іпсвіч Таун» (зігравши товариську гру проти «Барнета»), але контракту в обох клубах йому не запропонували. В результаті Брамбл став тренером юнацької команди «Іпсвіч Таун» до 11 років.
У серпні 2017 року Брамбл очолив аматорський клуб «Стовмаркет Таун», де був граючим тренером.

## Виступи за збірну
Протягом 2000—2002 років залучався до складу молодіжної збірної Англії. На молодіжному рівні зіграв у 10 офіційних матчах, забив 1 гол.

## Статистика виступів

### Статистика клубних виступів
| Сезон                       | Команда                     | Чемпіонат                   | Чемпіонат | Чемпіонат | Національний кубок | Національний кубок | Національний кубок | Континентальні кубки | Континентальні кубки | Континентальні кубки | Інші змагання | Інші змагання | Інші змагання | Усього | Усього |
| Сезон                       | Команда                     | Ліга                        | Ігор      | Голів     | Ліга               | Ігор               | Голів              | Ліга                 | Ігор                 | Голів                | Ліга          | Ігор          | Голів         | Ігор   | Голів  |
| --------------------------- | --------------------------- | --------------------------- | --------- | --------- | ------------------ | ------------------ | ------------------ | -------------------- | -------------------- | -------------------- | ------------- | ------------- | ------------- | ------ | ------ |
| 1998–99                     | «Іпсвіч Таун»               | 1Д (ІІ)                     | 4         | 0         | КА+КЛ              | 1+0                | 0                  | -                    | -                    | -                    | -             | -             | -             | 5      | 0      |
| 1999-січ. 2000              | «Іпсвіч Таун»               | 1Д (ІІ)                     | 0         | 0         | КА+КЛ              | 0+0                | 0                  | -                    | -                    | -                    | -             | -             | -             | 0      | 0      |
| січ.-черв. 2000             | «Колчестер Юнайтед»         | 2Д (ІІІ)                    | 2         | 0         | КА+КЛ              | 0+0                | 0                  | -                    | -                    | -                    | -             | -             | -             | 2      | 0      |
| 2000–01                     | «Іпсвіч Таун»               | ПЛ                          | 26        | 1         | КА+КЛ              | 2+5                | 0+2                | -                    | -                    | -                    | -             | -             | -             | 33     | 3      |
| 2001–02                     | «Іпсвіч Таун»               | ПЛ                          | 18        | 0         | КА+КЛ              | 2+0                | 0                  | КУЄФА                | 4                    | 1                    | -             | -             | -             | 24     | 1      |
| Усього за «Іпсвіч Таун»     | Усього за «Іпсвіч Таун»     | Усього за «Іпсвіч Таун»     | 48        | 1         |                    | 10                 | 2                  |                      | 4                    | 1                    |               |               |               | 62     | 4      |
| 2002–03                     | «Ньюкасл Юнайтед»           | ПЛ                          | 16        | 0         | КА+КЛ              | 0+0                | 0                  | ЛЧ                   | 8                    | 0                    | -             | -             | -             | 24     | 0      |
| 2003–04                     | «Ньюкасл Юнайтед»           | ПЛ                          | 29        | 0         | КА+КЛ              | 1+1                | 0                  | КУЄФА                | 11                   | 3                    | -             | -             | -             | 42     | 3      |
| 2004–05                     | «Ньюкасл Юнайтед»           | ПЛ                          | 19        | 1         | КА+КЛ              | 4+2                | 0                  | КУЄФА                | 7                    | 0                    | -             | -             | -             | 32     | 1      |
| 2005–06                     | «Ньюкасл Юнайтед»           | ПЛ                          | 24        | 2         | КА+КЛ              | 3+1                | 0                  | -                    | -                    | -                    | -             | -             | -             | 28     | 2      |
| 2006–07                     | «Ньюкасл Юнайтед»           | ПЛ                          | 17        | 0         | КА+КЛ              | 0+1                | 0                  | Інт+КУЄФА            | 2+11                 | 0+1                  | -             | -             | -             | 31     | 1      |
| Усього за «Ньюкасл Юнайтед» | Усього за «Ньюкасл Юнайтед» | Усього за «Ньюкасл Юнайтед» | 105       | 3         |                    | 13                 | 0                  |                      | 39                   | 4                    |               |               |               | 157    | 7      |
| 2007–08                     | «Віган Атлетік»             | ПЛ                          | 26        | 2         | КА+КЛ              | 1+0                | 0                  | -                    | -                    | -                    | -             | -             | -             | 27     | 2      |
| 2008–09                     | «Віган Атлетік»             | ПЛ                          | 35        | 1         | КА+КЛ              | 1+3                | 0                  | -                    | -                    | -                    | -             | -             | -             | 39     | 1      |
| 2009–10                     | «Віган Атлетік»             | ПЛ                          | 35        | 2         | КА+КЛ              | 3+0                | 0                  | -                    | -                    | -                    | -             | -             | -             | 38     | 2      |
| Усього за «Віган Атлетік»   | Усього за «Віган Атлетік»   | Усього за «Віган Атлетік»   | 96        | 5         |                    | 8                  | 0                  |                      |                      |                      |               |               |               | 104    | 5      |
| 2010–11                     | «Сандерленд»                | ПЛ                          | 23        | 0         | КА+КЛ              | 0+1                | 0                  | -                    | -                    | -                    | -             | -             | -             | 23     | 0      |
| 2011–12                     | «Сандерленд»                | ПЛ                          | 8         | 1         | КА+КЛ              | 0+0                | 0                  | -                    | -                    | -                    | -             | -             | -             | 0      | 0      |
| 2012–13                     | «Сандерленд»                | ПЛ                          | 16        | 0         | КА+КЛ              | 2+1                | 0                  | -                    | -                    | -                    | -             | -             | -             | 19     | 0      |
| Усього за «Сандерленд»      | Усього за «Сандерленд»      | Усього за «Сандерленд»      | 47        | 1         |                    | 4                  | 0                  |                      |                      |                      |               |               |               | 51     | 1      |
| Усього за кар'єру           | Усього за кар'єру           | Усього за кар'єру           | 298       | 10        |                    | 35                 | 2                  |                      | 43                   | 5                    |               |               |               | 376    | 17     |

## Особисте життя
Брат, Тесфає Брамбл, також був професіональним футболістом, виступав у нижчих англійських лігах і провів один матч за збірну Монтсеррату.